# Kanton Sainte-Hermine
Sainte-Hermine is een voormalig kanton van het departement Vendée in Frankrijk. Het kanton maakte deel uit van het arrondissement Fontenay-le-Comte. Het werd opgeheven bij decreet van 17 februari 2014 met uitwerking op 22 maart 2015.

## Gemeenten
Het kanton Sainte-Hermine omvatte de volgende gemeenten:
- La Caillère-Saint-Hilaire
- La Chapelle-Thémer
- La Jaudonnière
- La Réorthe
- Saint-Aubin-la-Plaine
- Sainte-Hermine (hoofdplaats)
- Saint-Étienne-de-Brillouet
- Saint-Jean-de-Beugné
- Saint-Juire-Champgillon
- Saint-Martin-Lars-en-Sainte-Hermine
- Thiré